# Pectis glaucescens
Pectis glaucescens là một loài thực vật có hoa trong họ Cúc. Loài này được (Cass.) D.J.Keil mô tả khoa học đầu tiên năm 1986.